# Goulash

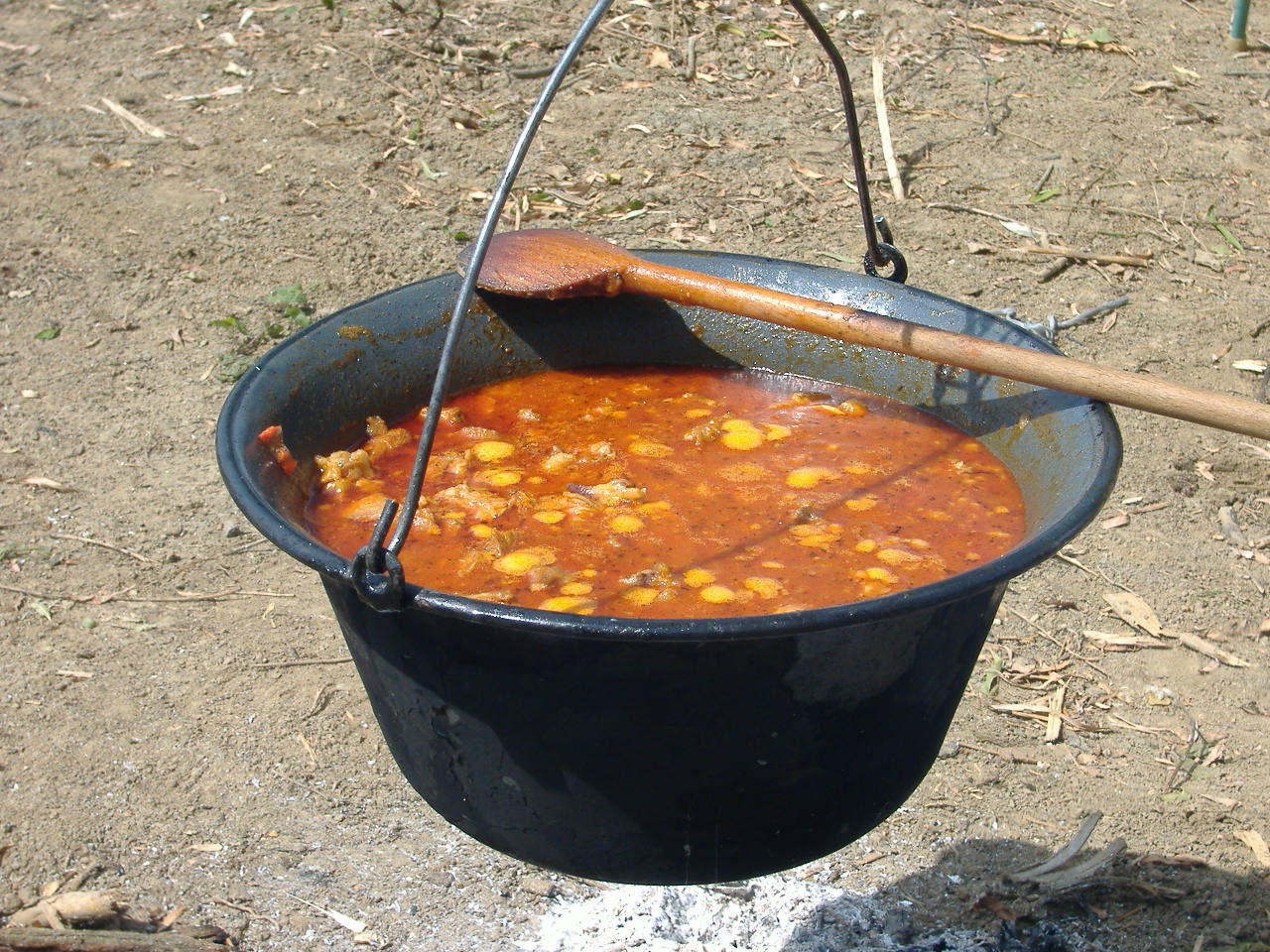
Goulash diluido (conocido como gulyásleves, lit. sopa de goulash), en un horno de tierra tradicional

Goulash (en húngaro: gulyás; pronunciación húngara, /ˈɡujaːʃ/ (escucharⓘ)) es un plato especiado, elaborado principalmente con carne, cebollas, pimiento y pimentón, originario de Europa del Este.

## Origen
El goulash es un plato muy popular en la cocina húngara, así como en los países vecinos de Europa central (Eslovaquia, la República Checa, Austria, norte de Italia), los Balcanes (Croacia y Serbia) y en Rumania.

## Características
El aspecto es parecido al de la carne estofada o ragú, aunque también existe en variedad más diluida conocida como sopa de goulash (gulyásleves). Se considera como una comida casera y sencilla, debido a que requiere solo un poco de atención al comienzo durante su preparación, además de estar compuesto por simples trozos de carne. El único problema que presenta este plato es el largo tiempo de cocción de la carne. A pesar de su sencillez y de sus orígenes humildes, suele servirse en la mayoría de los restaurantes. 
Hay una gran variedad de goulash, dependiendo de la región. Puede acompañarse de ensalada de patata y perejil y comerse con pan; también con spätzle, patatas u otros alimentos de carbohidrato.